# USS Snook (SSN-592)
USS Snook (SSN-592) – amerykański okręt podwodny z napędem atomowym typu Skipjack. Zwodowana 31 października 1960 roku jednostka, weszła do służby w amerykańskiej marynarce wojennej 24 października 1961 roku, po czym pełniła ją do 14 listopada 1986 roku. "Snook" wyposażony był w siłownię z jednym reaktorem wodno-ciśnieniowym S5W oraz dwoma turbinami parowymi o mocy wyjściowej 15000 KM napędzającymi jedną śrubę. Podstawowym uzbrojeniem okrętu były torpedy Mk.14 i Mk.16, wystrzeliwane z sześciu wyrzutni torpedowych kalibru 533 mm umieszczonych na dziobie jednostki.